# 낫돌고래
낫돌고래, 곱등어 또는 태평양흰줄무늬돌고래(Lagenorhynchus obliquidens)는 참돌고래과 낫돌고래속에 속하는 고래의 일종이다. 북태평양의 한랭 해역 또는 온난 해역에 서식한다. 낫돌고래속 돌고래 중에서 북태평양에 사는 유일한 종이다. 낫돌고래는 등지느러미의 모양이 뒤로 휘어져 있고 흑회색과 흰색이 대조를 이룬 모습이 낫의 날과 같다고 하여 '낫돌고래'라고 이름 붙여졌다. 후크핀돌고래(hookfin porpoise)라고도 불린다.

## 분류
낫돌고래는 1865년 스미스소니언의 포유류학자 시어도어 니콜라스 길(Theodore Nicholas Gill)에 의해 명명되었다. 이 종은 남태평양에 서식하는 더스키 돌고래(dusky dolphin)와 형태학적으로 유사하다. 프랭크 치프리아노(Frank Cipriano)의 유전학적 분석에 따르면 두 종은 약 200만 년 전에 분화한 것으로 보인다.
기존에는 Lagenorhynchus 속에 포함되었지만, 분자 분석에 따르면 이 종은 대서양낫돌고래나 흰부리돌고래보다는 Cephalorhynchus 속(리스델핀아과, Lissodelphininae)에 더 가깝습니다. 이에 따라 남반구의 Lagenorhynchus 종들과 함께 Sagmatias라는 부활된 속으로 이동시켜야 한다는 제안이 있습니다. 그러나 이 그룹 내의 계통 발생 관계는 아직 완전히 밝혀지지 않았습니다.

## 형태
낫돌고래의 몸 표면은 흰색과 검은색과 회색의 세 가지 색으로 이루어져 있다. 턱과 목, 배는 크림색을 띤 흰색이다. 입과 가슴지느러미, 등, 등지느러미, 꼬리지느러미는 검은 색이다. 측면과 눈 윗쪽부터 등지느러미 아래쪽까지는 밝은 회색이다. 눈 주위는 짙은 회색으로 고리를 이룬다. 몸은 똥똥한 모양을 하고 있으며 주둥이는 짧고 두텁다. 긴 가슴지느러미의 끝은 약간 둥근 모양을 이루며, 본 종의 최대 특징인 등지느러미가 매우 눈에 띄며, 후방으로 크고 길게 2색으로 나뉘어져 있다. 검은 회색의 등과 옆구리는 검은 경계선으로 흰 복부와 확실히 구별되고 있다. 상하 턱에는 23~26쌍의 비교적 가늘고 끝이 뾰족하고 날카로운 이빨이 있다.
수컷 몸길이는 2.5m, 몸무게 200kg이고, 암컷은 몸길이 2.3m, 몸무게 150kg정도이다. 흰배낫돌고래보다 약간 크다. 암컷은 7년이면 성적으로 성숙해진다. 임신 기간은 1년이다. 수명은 40년 이상이라고 할 수 있다. 출산은 여름부터 가을에 걸쳐 장기간 이루어진다. 갓 태어난 새끼의 체장은 약 80cm 정도다.
다른 돌고래나 고래와 같이 헤엄치기도 하며, 사람이 탄 배 주변에서 뛰어오르거나 파도타기를 하기도 한다. 보통 90마리 정도의 무리를 이루어 움직이지만, 3000마리 이상의 큰 무리가 관찰되기도 한다. 주로 군집성 작은 물고기(정어리와 대구, 멸치, 청어 연어 등의 어류) 또는 오징어 등을 먹는다. 때로는 공동으로 심부확산층(DSL)의 생물을 잡아 먹는 것도 확인되었다.

## 특징
낫돌고래는 대단히 군집성이 강한 돌고래로 다른 돌고래들과 함께 무리를 만드는 경우도 많다. 돌고래체조행동을 하기로 유명하고 즐기며, 점핑, 회전하기 등의 행동을 반복해서 행한다. 깊은 외해를 선호하는 경향은 지속된다. 
2013년 코만다 제도에서 이 종이 범고래 무리에 섞여 관찰된 첫 사례도 있다. 

## 행동
낫돌고래는 무리를 지어 다니며 매우 사회적이다. 10~100마리의 무리를 이루며 수면 위로 뛰거나 회전하는 행동을 보인다. 아픈 동료를 돌보는 모습도 종종 관찰된다. 각 개체는 고유의 휘파람 소리로 의사소통하며, 어린 돌고래는 어른 옆에서 지느러미로 접촉해 교류한다. 
낫돌고래와 큰머리돌고래를 대상으로 한 연구에서는 이들의 의사소통 방식이 큰돌고래나 일반돌고래와 매우 다르다는 사실이 밝혀졌다. 이들의 소리는 낮은 음역대를 가지며, 행동 상태에 따라 음향 특성도 달라진다. 이는 다양한 먹이활동과 지역적 특성에 따른 것으로, 일부는 미확인 아종의 가능성도 제기된다.
미국 연안의 개체는 밤에 더 활발하며, 바하칼리포르니아 인근 개체는 낮에 활동량이 많은 등 지역별로 행동 패턴의 차이도 관찰되었다.
평균 수면 시간은 하루 7시간 정도로 알려져 있다.

## 우리나라
현재 세계자연보전연맹(IUCN) 관심대상(Least Concern, LC) 등급으로 분류되어 있으며, 우리나라에서는 주로 겨울 철에 연안으로 많이 접근하여 혼획되는 빈도가 높아진다. 해양수산부에서는 2023년 2월부터 낫돌고래를 해양보호생물로 지정하여 보호하고 있다. '해양생태계법'에 따라 포획, 위판, 유통을 전면 금지한다. 해수부가 낫돌고래를 보호종으로 지정한 이유는 이들 종이 '혼획'되는 사례가 지속적으로 발생하고 있기 때문이다. 2017년부터 2021년 사이에만 연평균 낫돌고래 80마리가 혼획됐다. 5년간 총 2175마리가 혼획되었다. 혼획된  돌고래 사체의 경우 수협 위판을 통해 유통이 가능했지만 앞으로는 혼획된 사체 위판이나 유통 또한 전면 금지된다. 과거 혼획 신고 이후 유통을 통해 당사자가 수익금을 가져가는 구조였으나 이제는 위판 행위 자체가 금지됨에 따라 혼획 신고 이후 사체는 폐기가 원칙이다. 하지만 혼획은 특성상 그물에서부터 이미 죽은 채 올라오는 개체가 많아 되살릴 방법이 없어 근본적인 문제를 해결할 수 있을지는 미지수다. 전문가들은 효과적인 보호조치와 혼획방지를 위해서는 그물에 LED 전등을 다는 등 신기술을 적용하거나 관련 처벌을 강화하는 방안을 함께 추진해야 한다고 한다.
우리나라 바다에서는 약 35종의 고래를 볼 수 있다. 낫돌고래는 그 중 가장 흔한 5종 중 하나이다. 낫돌고래는 동해와 남해동부 연안에서 관찰할 수 있는 대표적인 해양포유동물이다.

## 개체수 및 분포
낫돌고래가 서식하는 지역은 북태평양의 한랭 해역부터 온난 해역에 이르는 부채꼴 모양의 해역이다. 서식 지역의 남쪽 끝과 서쪽 끝은 남중국해, 동쪽은 바하칼리포르니아반도이다. 동해와 오호츠크해, 베링해에서도 볼 수 있다. 수심이 깊은 대양에 널리 분포하지만 해역에 따라 대륙붕이나 해안 가까이 칩입하기도 한다. 태평양의 동서로 다른 지역 무리의 존재가 보고되고 있다.
회유하는 무리도 있는 것으로 추정하고 있으며, 겨울에는 캘리포니아주 앞바다에 있지만, 여름이 되면 더 북쪽의 오리건주와 워싱턴주 앞바다로 이동한다. 1년에 걸쳐 이동하며, 해안에서 떨어진 심해 바다를 좋아한다.
전체 서식 개체수는 100만 마리 정도로 추정하고 있다. 그러나 낫돌고래는 배 가까이 접근하는 개체가 있으므로 표집을 통해 개체수를 정확히 추정하기는 힘들다.
다른 돌고래들과 같이 주요 천적은 범고래와 백상아리다.

## 사람과의 관계
1993년 유엔이 특정의 어망을 금지하기 전까지 많은 낫돌고래가 유망에 걸려 혼획되었다. 일본에서 정치망에 걸려 잡히는 낫돌고래는 수족관에서 사육되는 경우가 많다. 수족관 등에서 사육되는 동안에 번식되는 경우는 드물다고 알려져 있다. 북미와 일본의 돌고래 수족관에 약 100여 마리가 있다. 사육 환경에서는 야생보다 적은 양의 먹이를 섭취하며, 이는 계절과 수온 변화, 수조 환경의 에너지 소비량 차이와 관련이 있을 것으로 보고 있다. 가을에는 먹이 섭취량과 체중이 증가하는 경향이 있다.

## 같이 보기
- 한국의 포유동물

## 대중매체
- 아이들이 흥미를 느낄 수 있도록 다양한 고래 종의 정보를 담고 있는 책《딩동~ 고래 도감》에서 등장한다.

## 참고문헌
1. Ashe, E.; Braulik, G. (2018). “Lagenorhynchus obliquidens(태평양 흰줄무늬돌고래)”. IUCN Red List. 2018: e.T11145A50361866.  doi:10.2305/IUCN.UK.2018-2.RLTS.T11145A50361866.en. 2021년 11월 19일 검색.
2. “부속서 | CITES”. cites.org. 2021년 1월 19일에 아카이브됨. 2022년 1월 14일 검색.
3. “태평양 흰줄무늬돌고래”. NOAA 수산청. 2021년 10월 19일. 2021년 11월 15일에 아카이브됨. 2021년 11월 14일 검색.
4. “Kenai Fjords National Park”. 미국 국립공원관리청. 2021년 11월 15일에 아카이브됨. 2021년 11월 17일 검색.
5. Wursig, Bernd; Perrin, William F.; Thewissen, J. Hans (2009). 해양 포유류 백과사전. 아카데믹 프레스. 817–818쪽.
6. Vollmer, Nicole L. 외 (2019). “돌고래 속 Lagenorhynchus의 분류학적 개정”. 해양 포유류 과학, 35(3): 957–1057.
7. Ferrero, R.C.; Walker, W.A. (1996). “중부 북태평양 고해망 어업에서 포획된 태평양 흰줄무늬돌고래의 연령, 성장, 생식 패턴”. 캐나다 동물학 저널, 74(9): 1673–1687.  Bibcode:1996CaJZ...74.1673F. doi:10.1139/z96-185
8. Morton, A. (2000). “캐나다 브로튼 군도에서의 태평양 흰줄무늬돌고래의 출현, 개체 식별 및 먹이 (1984–1998)”. 해양 포유류 과학, 16(1): 80–93. Bibcode:2000MMamS..16...80M. doi:10.1111/j.1748-7692.2000.tb00905.x.
9. Black, Nancy A. (2009). Perrin, W. F.; Würsig, B.; Thewissen, J. G. M. (편). 해양 포유류 백과사전 (2판). 아카데믹 프레스.
10. Salvadeo, C.J. 외 (2010).  "Climate change and a poleward shift in the distribution of the Pacific white-sided dolphin in the northeastern Pacific". 멸종위기종 연구, 11: 13–19.
11. “태평양 흰줄무늬돌고래: 북태평양 개체군” (PDF). NOAA 수산청. 2012년. 127–130쪽.
12. Black, N.A. (1994). “Behavior and ecology of Pacific white-sided dolphins (Lagenorhynchus obliquidens) in Monterey Bay, California”. 샌프란시스코 주립대학교.
13. Walker, W.A. 외 (1986). "Geographical variation and biology of the Pacific white-sided dolphin, Lagenorhynchus obliquidens, in the north-eastern Pacific". 돌고래에 대한 연구, 441: 465.
14. Dahlheim, M.E.; Towell, R.G. (1994)."Occurrence and Distribution of Pacific White-Sided Dolphins (Lagenorhynchus obliquidens) in Southeastern Alaska, With Notes On an Attack by Killer Whales (Orcinus orca)". 해양 포유류 과학, 10(4): 458–464.
15. Klimley, Peter A.; Ainley, David G. (1998). Great White Sharks: The Biology of Carcharodon carcharia. 아카데믹 프레스.
16. Siebenaler, J. B.; Caldwell, D. K. (1956).  "Cooperation among Adult Dolphins | Journal of Mammalogy | Oxford Academic". 포유류학 저널, 37(1): 126–128.
17. Dearborn, J. H. (1968).  "Unusual Leap by a Pacific White-Sided Dolphin (Lagenorhynchus obliquidens) | Journal of Mammalogy | Oxford Academic". 포유류학 저널, 49(2): 328–329.
18. Henderson, E. E. 외 (2011)."Classification of behavior using vocalizations of Pacific white-sided dolphins (Lagenorhynchus obliquidens)". 음향학회지, 130(1): 557–567.
19. Soldevilla, M.S. 외 (2008). "Classification of Risso's and pacific white-sided dolphins using spectral properties of echolocation clicks". 음향학회지, 124(1): 609–624.
20. Henderson, E.E.; Hildebrand, J.A.; Smith, M.H. (2011). "Classification of behavior using vocalizations of pacific white-sided dolphins (Lagenorhynchus obliquidens)". The Journal of the Acoustical Society of America. 130 (1): 557–67.
21. Soldevilla, M.S.; Wiggins, S.M.; Hildebrand, J.A. (2010). "Spatio-temporal comparison of pacific white-sided dolphin echolocation click types"
22. Commander Islands Nature and Biosphere Reserve. “Тихоокеанский белобокий дельфин Sagmatias obliquidens Gill, 1865” 2017년 8월 23일에 아카이브됨.
23. Goley, P. D. (1999). "Behavioral Aspects of Sleep in Pacific White-Sided Dolphins (Lagenorhynchus Obliquidens, Gill 1865)1". 해양 포유류 과학, 15(4): 1054–1064.
24. "Seasonal Resting Metabolic Rate and Food Intake of Captive Pacific White-Sided Dolphins (Lagenorhynchus obliquidens)". 2017년 8월 8일에 아카이브됨.